# Spleen and Ideal
Spleen and Ideal je druhé studiové album vydané v roce 1985 hudební skupinou Dead Can Dance. Na albu je patrný odklon od post-punkových a gotických začátků debutového alba Dead Can Dance a větší orientace na world music. Texty skladeb vycházejí z děl Charlese Baudelaira a Thomase de Quincey.

## Skladby
1. De Profundis (Out of the Depths of Sorrow) – 4:00
2. Ascension – 3:05
3. Circumradiant Dawn – 3:17
4. Cardinal Sin – 5:29
5. Mesmerism – 3:53
6. Enigma of the Absolute – 4:13
7. Advent – 5:19
8. Avatar – 4:35
9. Indoctrination (A Design for Living) – 4:16